# Fluvastatina
En medicina y farmacología la fluvastatina es un fármaco miembro de la familia de las estatinas, usado para disminuir el colesterol y prevenir enfermedades cardiovasculares. 

## Historia
Es la primera estatina totalmente sintética y por su mejor metabolismo y tolerancia suele utilizarse como sal sódica.

## Descripción
Polvo higroscópico de color blanco a amarillo pálido, soluble en agua, etanol y el metanol.
La fluvastatina es un racemato, que tiene dos enantiómeros ópticos, uno activo 3R, 5S y uno inactivo 3S, 5R . 

## Farmacocinética

### Vías de administración (formas de uso)
Vía oral.

### Absorción
La fluvastatina se absorbe rápida y completamente después de la administración oral de la cápsula, con concentraciones pico alcanzadas en menos de una hora. Su biodisponibilidad está en torno al 24%, aumentando al 29% en la forma de liberación retardada. Como otras estatinas sufre metabolismo de primer paso, y no se acumula tras dosis sucesivas. Su absorción está influida por los alimentos, pero no el efecto final de la misma.

### Distribución
La unión a proteínas plasmáticas está en torno al 98%.

### Metabolismo y metabolitos
Su metabolismo es hepático, independiente del citocromo P450. El principal metabolito (ácido N-desisopropil-propiónico) es farmacológicamente inactivo. Los metabolitos hidroxilados son activos, pero no circulan en la sangre. La vida media terminal fue 2,3 horas

### Excreción
Se excreta por heces en un 93%, y en orina en un 6% aproximadamente.

## Farmacodinámica

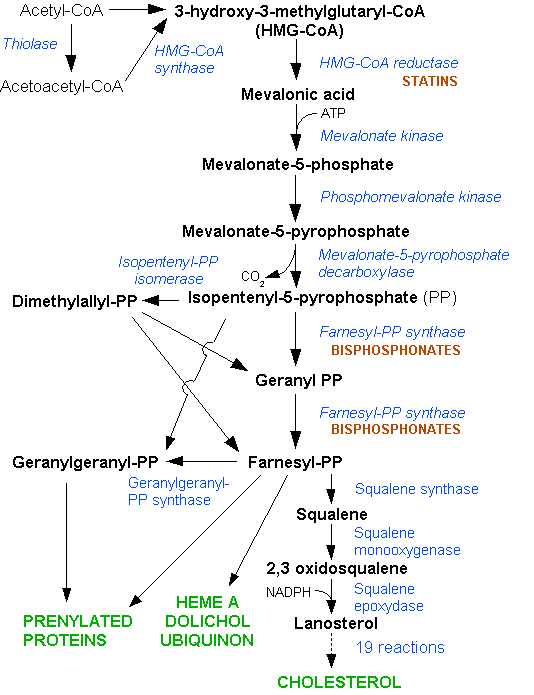
Vía de la HMG CoA reductasa.

### Mecanismo de acción
La fluvastatina es un inhibidor de la 3-hidroxi-3-metilglutaril-coenzima A (HMG-CoA) reductasa. Esta enzima cataliza la conversión de la HMG-CoA a mevalonato, que es un metabolito clave en la biosíntesis de colesterol. En el esquema adjunto puede observarse el nivel de bloqueo de las estatinas así como de otras sustancias en la biosíntesis del colesterol.
La reacción concreta sería:

En la que una molécula de HMG-CoA se reduce mediante la actuación de la HMG-CoA reductasa y la coenzima NADPH dando como resultado mevalonato y CoA. La inhibición de la enzima se realiza de forma competitiva, parcial y reversible.
El bloqueo de la síntesis hepática del colesterol produce una activación de las proteínas reguladoras SREBP (sterol regulatory elements-binding proteins), que activan la transcripción de proteínas y, por tanto, producen una mayor expresión del gen del receptor de LDL y un aumento en la cantidad de receptores funcionales en el hepatocito.

### Efectos
Como consecuencia de la inhibición de la HMG-CoA disminuyen los niveles de colesterol total y LDL, sustancias íntimamente relacionadas con la aterosclerosis y el aumento del riesgo cardiovascular. La apolipoproteína B también disminuye sustancialmente durante el tratamiento con fluvastatina. Además, aumenta moderadamente el C-HDL y reduce los triglicéridos plasmáticos. Como resultado de estos cambios, el cociente entre colesterol total y colesterol HDL , así como el cociente entre colesterol LDL y colesterol HDL, se reducen.
Desde la publicación de estudios como el Framingham Heart, el Seven Countries o el  MRFIT, quedó patente el papel de la hipercolesterolemia como factor de riesgo principal en los episodios de morbilidad y mortalidad de origen cardiovascular., Con estudios como el Lipid Research Clinics Coronary Primary Prevention o el Helsinki Heart se demostró que la reducción de colesterol prevenía la aparición de estos eventos cardiovasculares. , 

#### Ensayos clínicos con fluvastatina
- Estudio BCAPS (ß-Blocker Cholesterol-lowering Asymptomatic Plaque Study), con 793 pacientes y fluvastatina, aunque estudia principalmente la efectividad del metoprolol para disminuir la placa de ateroma de la carótida.[8]
- Estudio LIPS (Lescol Intervention Prevention Study). Estudio randomizado, doble ciego con grupo de control, realizado sobre 1658 pacientes con angina de pecho, y valorando la efectividad de la fluvastatina para disminuir el riesgo de eventos cardíacos mayores.[9]
- Estudio de las tres provincias. Interesantísimo estudio retrospectivo realizado en tres provincias de Canadá con 18.637 pacientes con infarto de miocardio previo, en los que se comparó la efectividad de 5 estatinas (atorvastatina, pravastatina, simvastatina, lovastatina y fluvastatina) en la prevención secundaria, sin encontrar diferencia entre ellas.[10]
- Estudio FDF (the French-Dutch Fluvastatin study). Estudio randomizado, doble ciego, con grupo control, con 431 pacientes con hipercolesterolemia primaria y valoración de los efectos de la fluvastatina sobre los niveles de LDL y HDL.[11]

### Interacciones

#### Interacciones farmacodinámicas
Tanto los fibratos como la niacina (ácido nicotínico) aumentan el riesgo de miopatía asociado a la fluvastatina.

#### Interacciones farmacocinéticas
| Fármacos que interaccionan con fluvastatina. |                                                            |
| Fármaco.                                     | Resultados de la interacción.                              |
| Resinas de intercambio iónico.               | Disminuyen la absorción.                                   |
| Rifampicina.                                 | Disminuyen los niveles plasmáticos de la fluvastatina.     |
| Fluconazol.                                  | Aumento de la concentración plasmática de la fluvastatina. |
| Colchicina.                                  | Aumento de la toxicidad de la colchicina.                  |
| Glibenclamida.                               | Aumento de los niveles plasmáticos de la glibenclamida.    |

## Uso clínico

### Indicaciones
- Dislipemias.

La fluvastatina está indicada como un complemento de la dieta para reducir los niveles elevados de colesterol total, colesterol LDL, apolipoproteína B, y de triglicéridos; y para aumentar el colesterol HDL en pacientes con hipercolesterolemia primaria y dislipidemia mixta.
- Prevención primaria de eventos coronarios. En los pacientes hipercolesterolémicos sin evidencia clínica de enfermedad coronaria:
  - Reducir el riesgo de infarto de miocardio.
  - Reducir el riesgo de sufrir procedimientos de revascularización miocárdica.
  - Reducir el riesgo de mortalidad cardiovascular sin aumento en la muerte de causas no cardiovasculares.
- Prevención secundaria de eventos cardiovasculares.En los pacientes con evidencia clínica de enfermedades cardiovasculares:
  - Reducir el riesgo de mortalidad total mediante la reducción de muerte coronaria
  - Reducir el riesgo de infarto de miocardio
  - Reducir el riesgo de sufrir procedimientos de revascularización miocárdica
  - Reducir el riesgo de accidente cerebrovascular y de accidente isquémico transitorio (AIT).
  - Ralentizar la progresión de la aterosclerosis coronaria.

### Efectos adversos
Para la valoración de las reacciones adversas (RAM) se tendrán en cuenta los criterios de la CIOSM.
| Reacciones adversas a Fluvastatina.                    |              | |
| Sistema implicado.                                     | Grupo CIOSM. | Tipo de reacción. |
| Trastornos del sistema nervioso.                       | Frecuentes.  | Cefalea. |
| Trastornos del sistema nervioso.                       | Muy raras.   | Parestesia, disestesia, hipoestesia, también conocidas por estar asociadas con trastornos hiperlipidémicos subyacentes. |
| Trastornos gastrointestinales.                         | Frecuentes.  | Dispepsia, dolor abdominal, náuseas.                                                                                    |
| Trastornos gastrointestinales.                         | Muy raras.   | Pancreatitis, hepatitis.                                                                                                |
| Trastornos musculoesqueléticos y del tejido conectivo. | Frecuentes.  | Elevaciones de la creatinquinasa en sangre. ( >3 veces el valor normal).                                                |
| Trastornos musculoesqueléticos y del tejido conectivo. | Raras.       | Mialgia, debilidad muscular, miopatía.                                                                                  |
| Trastornos musculoesqueléticos y del tejido conectivo. | Muy raros.   | Rabdomiolisis, miositis, polimiositis y síndrome de tipo lupus eritematoso.                                             |
| Trastornos cutáneos y del tejido subcutáneo.           | Raras.       | Prurito, exantema, urticaria                                                                                            |
| Trastornos cutáneos y del tejido subcutáneo.           | Muy raras.   | Otras reacciones cutáneas (p.ej. eczema, dermatitis, exantema bulloso), edema facial, angioedema.                       |
| Otros.                                                 | Frecuentes.  | Insomnio. |
| Otros.                                                 | Muy raras.   | Trombocitopenia, Vasculitis.                                                                                            |

### Contraindicaciones
- Pacientes con hipersensibilidad conocida a la fluvastatina o a cualquiera de sus componentes.
- Pacientes con enfermedad hepática activa o elevación injustificada y persistente de los niveles de transaminasas o colestasis.
- Pacientes con trastornos miopáticos.
- Durante el embarazo y lactancia.

### Presentaciones
Cápsulas de 20 y 40 mg, cápsulas de liberación retardada de 80 mg. 
Entre los excipientes habituales para este producto nos podemos encontrar:
- Gelatina.
- Estearato de magnesio.
- Celulosa microcristalina (E-460 I).
- Almidón pregelatinizado (maíz).
- Lauril sulfato de sodio.
- Talco.
- Dióxido de titanio (E171).
- Óxido de hierro rojo (E172).
- Óxido de hierro amarillo (E172).
- Óxido de hierro negro.
- Alcohol bencílico.
- Butilparaben, metilparaben y propil paraben.
- Carboximetilcelulosa de sodio (E468).
- Fosfato de calcio edetate (E540).
- Dióxido de silicio.
- Propionato de sodio (E281).
- Bicarbonato de potasio (E501).
- Povidona (E1201).
- Polietileno glicol 8000.